# Dekanat bytowski
Dekanat Bytów – jeden z 30 dekanatów w rzymskokatolickiej diecezji pelplińskiej.

## Parafie
W skład dekanatu wchodzi 14 parafii:
- parafia Najświętszego Serca Jezusa – Borzytuchom
- parafia św. Filipa Neri – Bytów
- parafia św. Katarzyny Aleksandryjskiej i św. Jana Chrzciciela – Bytów
- parafia św. Jana Marii Vianneya – Gostkowo
- parafia Chrystusa Króla – Kołczygłowy
- parafia Najświętszego Serca Pana Jezusa – Kramarzyny
- parafia św. Jana Pawła II – Mądrzechowo
- parafia św. Jadwigi Królowej – Nakla
- parafia św. Mikołaja – Niezabyszewo
- parafia św. Mikołaja – Parchowo
- parafia Niepokalanego Serca Najświętszej Maryi Panny – Pomysk Wielki
- parafia św. Apostołów Piotra i Pawła – Półczno
- parafia św. Michała Archanioła – Tuchomie
- parafia św. Marii Magdaleny – Ugoszcz

## Sąsiednie dekanaty
Borzyszkowy, Brusy, Kościerzyna, Łupawa, Miastko (diec. koszalińsko-kołobrzeska), Sierakowice, Stężyca.